# Антоніо Ріццоло
Антоніо Ріццоло (італ. Antonio Rizzolo, нар. 22 квітня 1969, Орв'єто) — італійський футболіст, що грав на позиції нападника. По завершенні ігрової кар'єри — тренер.

## Клубна кар'єра
Народився 22 квітня 1969 року в місті Орв'єто. Вихованець футбольної школи клубу «Лаціо». Дорослу футбольну кар'єру розпочав 1986 року в основній команді того ж клубу, в якій провів три сезони, взявши участь у 42 матчах чемпіонату. У 1988 році вийшов з командою до Серії А і у наступному сезоні 1988/89 зіграв 23 гри у вищому італійському дивізіоні, забивши 3 голи.
Згодом у сезоні 1989/90 грав у складі «Пескари» в Серії Б, після чого повернувся до елітного дивізіону, ставши гравцем «Аталанти». Втім за бергамасків Ріццоло зіграв лише 1 матч у Серії А, який виявився останнім для Антоніо у кар'єрі. І надалі він тривалий час грав у Серії Б, виступаючи за «Падову», «Палермо», «Лечче» та «Реджяну», а з 1996 року опустився взагалі до Серії C1, в якій захищав кольори «Асколі» та «Тернани».
Влітку 1998 року Ріццоло вперше відправився в іноземний клуб, підписавши угоду з командою іспанської Сегунди «Альбасете», але до кінця року зіграв лише 4 гри у другому іспанському дивізіоні, через що вже на початку 1999 року повернувся на батьківщину і дограв сезон за «Авелліно» у Серії C1.
Погравши у сезоні 1999/00 в Серії D за «Сестрезе», він повернувся до Серії С1, виступаючи за команди «Лекко» та «Піза», але основним гравцем не був, тому завершував ігрову кар'єру у командах Серії D «Латина», «Чиско» (Рим) та «Монтеротондо», за які виступав до 2003 року.

## Виступи за збірні
У складі юнацької збірної Італії (U-20) став чвертьфіналістом молодіжного чемпіонату світу 1987 року в Чилі, де зіграв в одному матчі групового етапу проти Бразилії (1:0), в якому забив єдиний гол у зустрічі.
Протягом 1988—1989 років залучався до складу молодіжної збірної Італії. На молодіжному рівні зіграв у 3 офіційних матчах, забив 1 гол.

## Кар'єра тренера
Розпочав тренерську кар'єру відразу ж по завершенні кар'єри гравця, 2003 року, увійшовши до тренерського штабу клубу «Тіволі», а у 2005—2006 роках був головним тренером аматорського клубу «Торбелламонака».
2006 року Ріццоло недовго працював у клубі «Чиско» (Рим), після чого перебрався до «Ареццо», в якому тренував молодіжну, а потім дублюючу команду.
У сезоні 2010/11 тренував «Читта-ді-Кастелло» з Еччеленци Умбрії, але був звільнений 18 січня 2011 року. В подальшому входив до тренерських штабів клубів «Губбіо» та «Алессандрія». Наразі останнім місцем тренерської роботи був клуб «Алессандрія», в якому Антоніо Ріццоло був одним з тренерів головної команди з 2015 по 2016 рік.